# Рохас Фриас, Рикардо
Рика́рдо Ро́хас Фри́ас (исп. Ricardo Rojas Frías; 15 июня 1955) — кубинский боксёр полутяжёлой весовой категории, выступал за сборную Кубы в конце 1970-х — начале 1980-х годов. Бронзовый призёр летних Олимпийских игр в Москве, чемпион Центральной Америки и Карибского бассейна, победитель многих международных турниров и национальных первенств.

## Биография
Рикардо Рохас родился 15 июня 1955 года. Первого серьёзного успеха на ринге добился в 1976 году, когда в полутяжёлой весовой категории выиграл чемпионат Центральной Америки и Карибского бассейна в Кингстоне. Также в этом году был лучшим на международном турнире в Щецине, а ещё через год одержал победу на турнире в Берлине.
Благодаря череде удачных выступлений Рохас удостоился права защищать честь страны на летних Олимпийских играх 1980 года в Москве — сумел дойти здесь до стадии полуфиналов, после чего со счётом 2:3 проиграл поляку Павелу Скшечу. Получив бронзовую олимпийскую медаль, Рикардо Рохас ещё в течение некоторого времени продолжал выходить на ринг в составе национальной сборной Кубы, однако сколько-нибудь значимых достижений уже не добился. Завершил карьеру спортсмена в середине 1980-х годов.